# Куґе

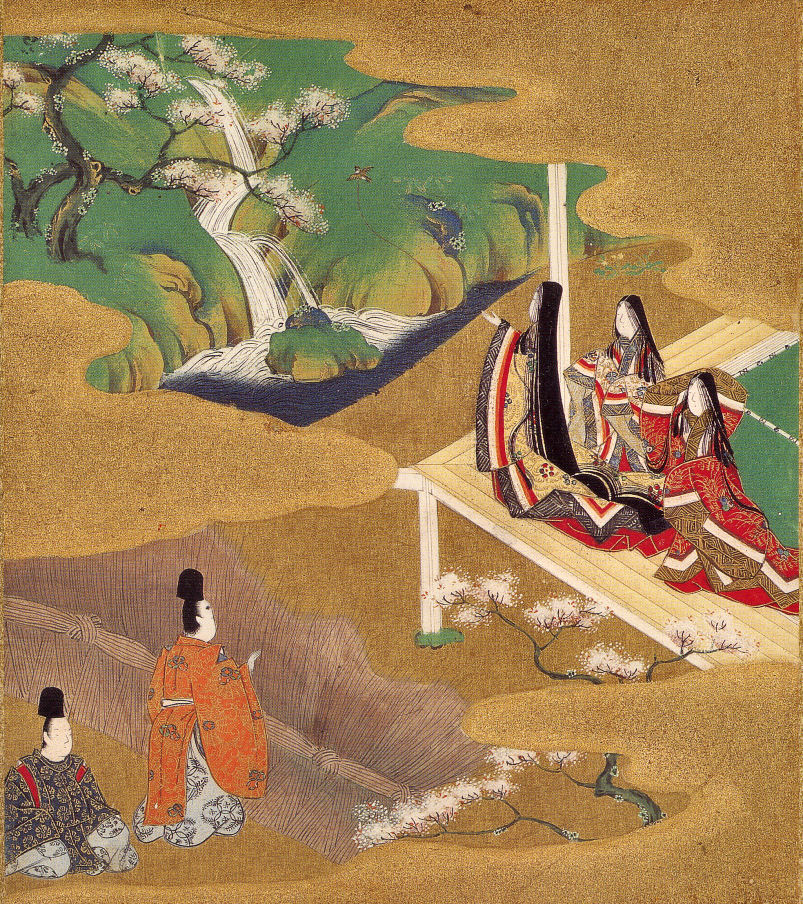
Японські аристократи милуються водоспадом у внутрішньому дворі садиби. Дозвілля куґе періоду Хей'ан. (Зображення з «Ілюстрованої Повісті про принца Ґендзі»).

Куґе (яп. 公家, «державні доми», «публічні родини») — термін, яким зазвичай позначають японську аристократію домодерного періоду (3 — 19 століття), котра служила при імператорському дворі в Кіото. До 12 століття аристократи тримали важелі управління державою у своїх руках, однак у середньовіччі були витісненні з японського політикуму військовим класом самураїв.

## Історія
Японська аристократія походить від місцевої знаті стародавньої Японії, яка увійшла до політико-адміністративної системи японської держави Ямато впродовж 4—9 століть. Ця аристократія була згуртована довкола імператорського двору, який з 9 століття називався куґе, тобто «державним домом». У другій половині 9 століття терміном куґе почали позначати людей двору, як родовитих бюрократів, так і простих чиновників столиці Кіото.
Доба Хей'ан (794—1185) вважається «золотою ерою» японських куґе. У країні панувала аристократична диктатура роду Фудзівара. Багато шедеврів японської літератури та мистецтва були створені вихідцями із заможних родин куґе. Захоплення куртуазною культурою і нехтування нагальними потребами держави було головною причиною занепаду політичної ваги аристократії. Як наслідок, у Японії визріли передумови захоплення провідної ролі в країні регіональними лідерами насамперед ватажками самураїв.
З розвалом правової системи ріцурьо і утворенням Камакурського сьоґунату куґе почали протиставляти «військовим домам», так званим буке (武家) — самураям. На відміну від військових, котрі підпорядковувалися сьоґунату, куґе були складовою частиною імператорського двору. У зв'язку із поступовою втратою останнім реальних важелів влади, роль аристократів у державному житті зменшилася. Останньою спробою політичного реваншу куґе стали події реставрації років Кемму, однак вона закінчилася перемогою самураїв.

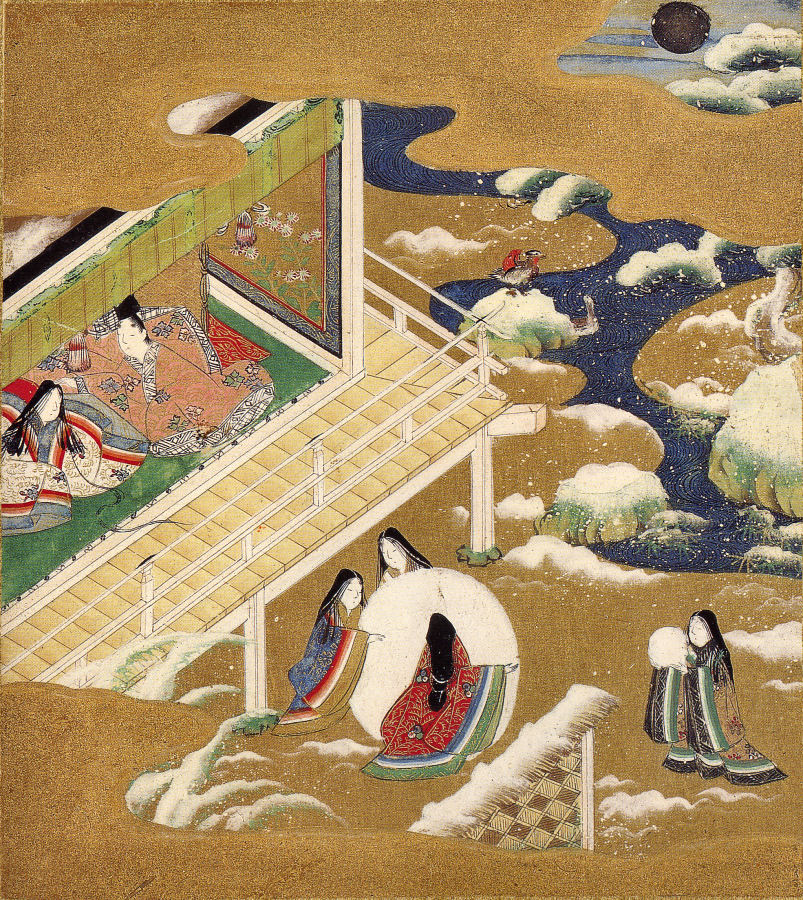
Японський аристократ у оточенні шляхетних панянок. (Зображення з «Ілюстрованої Повісті про принца Ґендзі»).

У часи існування сьоґунату Муроматі (1338—1573) куґе перетворилися на осіб, які мали гучні титули членів імператорського уряду, але практично не впливали на розвиток політичної ситуації у країні. Сферою їхньої діяльності стала японська культура, література і поезія. Наприкінці 16 століття, аристократи були позбавлені навіть титулів — їх було надано важливим соратникам «об'єднувача Японії» Тойотомі Хідейосі.
Ситуація дещо покращилася за існування сьоґунату Токуґава (1603-1867). Відповідно до «Законів про імператорський двір і куґе», що були видані самурайським урядом у 1615 році, аристократії було повернуто право на отримання титулів за умови тотального підпорядкування новій владі. Однак в цілому, куґе залишались безвладною «прислугою імператора». Головним полем діяльності для них була лише культура. З середовища аристократів вийшло чимало видатних японських літераторів, поетів і вчених.
Після реставрації Мейдзі 1869 року, куґе, разом із представниками родів провінційних володарів даймьо, були об'єднані у 1884 році у так звану нову «японську знать» кадзоку (華族). Її поява ознаменувалась зникненням самураїв як класу та ліквідацією інституту аристократів куґе.

## Ієрархія аристократичних родин
Усі аристократи куґе, а свого часу і бюрократи та чиновники, подіялися на дві великі групи.
Перша називалася доздьо (堂上, «ті, хто підіймається до тронної зали») або тендзьо (殿上, «ті, хто підіймається до палацу»). Її представники, які обіймали високі посади в уряді та носили гучні титули, мали право входити до імператорських хоромів.
Друга група називалася дзіґе (地下, «приземлені»). До цієї групи входили представники незаможної або недостатньо титулованої аристократії. Її членам заборонялося підійматись до покоїв японського монарха.
Окрім цього, ті особи з аристократичної групи доздьо, які займали перші три найвищі чиновницькі ранги країни, називалися куґьо (公卿, «державна еліта»). Вони мали ексклюзивне право особисто зустрічатися з імператором і давати йому поради.

## Різновиди аристократичних родинкуґьо
| Назва українською    | Назва японською   | Характеристика родів | Роди |
| -------------------- | ----------------- | --- | --- |
| «Роди регентів»      | 摂家 секке        | Роди, які займають посади імператорського регента сессьо і радника кампаку. Аристократична еліта. 5 відгалуженнь роду Фудзівара | Коное, Кудзьо, Ітідзьо, Нідзьо і Такацукаса                                                                                  |
| «Роди чистих квітів» | 清華家 сейка      | Роди, які займають посади міністрів і генералів, включаючи посаду головного міністра країни дайдзьо-дайдзін. 7 відгалужень родів Фудзівара і Мінамото. Згодом були додані роди Дайґо і Хірохата.                                            | Коґа, Сандзьо, Сайондзі, Токудайдзі, Кадзан'ін, Ооіномікадо, Кікуте;                                                         |
| «Роди міністрів»     | 大臣家 дайдзінке  | Роди, які потенційно могли претендувати на міністерські посади, але як правило призначалися на нижчу посаду дайнаґона. 3-и відгалуження родів Фудзівара і Мінамото.                                                                         | Оґіматі-Сандзьо, Сандзьо-нісі та Наканоін                                                                                    |
| «Роди охорони»       | 羽林家 урінке     | Роди, які займали посади у війську. Найвищою посадою, яку могли обійняти їхні представники був дайнаґон. За статусом прирівнювалися до групи Мейка. 27 родів, в основному відгалужень Фудзівара.                                            | Анеґакодзі, Асукаі, Сіґеноі, Огура, Соно, Рейдзей, Ямасіна та інші                                                           |
| «Роди іменитих»      | 名家 мейка, мейке | Роди, які займали посади у цивідьній адміністрації. Найвищою посадою, яку могли обійняти їхні представники був дайнаґон. За статусом прирівнювалися до групи Урінке. Більше 30 родів.                                                       | Хіно, Хірохасі, Карасумару, Хамуро, Маденокодзі та інші                                                                      |
| «Роди половини»      | 半家 ханке        | Роди найнижчого статусу серед куґьо. Їх представники служили при дворі виконуючи функції голів відомств синто, ін-ян, геральдики тощо. Декілька десятків родів, відгалужень Фудзівара, Тайра, Мінамото, Суґавара, Кійохара, Урабе та інших. | Такакура, Томінокодзі, Такеноуті, Іцуцудзі, Дзікодзі, Іваі, Ґодзьо, Карахасі, Кувабара, Фусехара, Хаґівара, Нісіґорі та інші |